# Belarus folkambassader
Belarus folkambassader är ett projekt av belarusisk diaspora som en följd av icke-erkännandet av de officiella resultaten efter presidentvalet i Belarus 2020.

## Historia
Beslutet för att skapa Belarus "folkambassader" togs av belarusisk diaspora under världskongressen för belarusier som pågick mellan den 30 oktober och den 1 november 2020. Redan den 10 december 2020 ägde öppningsceremonin rum online, då folkambassader öppnades i följande länder: Belgien, Brasilien, Storbritannien, Tyskland, Irland, Spanien, Litauen, Portugal, Slovenien, Ukraina, Finland, Frankrike, Tjeckien, Sverige och Sydkorea.

## Huvuduppgifter
De huvuduppgifter som folkambassader har är att informera allmänheten om situationen i Belarus, att etablera och upprätthålla kontakter med myndigheter, föreningar, fackföreningar, näringslivet, vetenskapliga och kulturella organisationer i andra länder och att skydda belarusiernas rättigheter och intressen i utlandet.